# Callulops boettgeri
Callulops boettgeri es una especie  de anfibios de la familia Microhylidae.

## Distribución geográfica
Es endémica de la isla Halmahera (Indonesia).